# ما آتش را نیفروختیم
ما آتش را روشن نکردیم (به انگلیسی: We Didn't Start the Fire) آهنگی بود که توسط بیلی جوئل ضبط شده بود. این آهنگ غنایی رویدادهای قرن بیستم از سال ۱۹۴۹ (سال تولد بیلی جوئل) تا سال ۱۹۸۹ را به سرعت مرور می‌کرد و به پر فروشترین آهنگ آلبوم طوفان روبه‌رو تبدیل شد. این آهنگ شماره یک بازار آمریکا را نیز به‌دست آورد.

## تاریخچه
جوئل ایدهٔ این کار با در صحبت با فردی که نصف وی سن داشت، به‌دست آورد. فردِ جوان در این مکالمه گفته بود که جوان یک آشفتگی غیرقابل تعمیر است. جوئل گفته بود: «منم وقتی سنِ تو بودم همین فکر رو می‌کردم». جوان پاسخ داده بود: «آره خب، ولی تو توی دههٔ پنجاه بزرگ شد و همه می‌دونن دهه پنجاه هیچ‌خبری نبود.» جویل پاسخ داد: «صبرکن، تو دربارهٔ کره، آزادی‌خواهانِ مجارستان یا «بحران سوئز» نشنیدی؟». جوئل بعدها گفته بود که این سرخطِ ساده، شاکله کل آهنگ را تشکیل می‌داد.
جوئل گفته بود: «احمق من تاریخدان هستم. یه موقعی می‌خواستم که معلم تاریخ بشم». براساس گفتهٔ مادرش وی از سن هفت‌سالگی خوره کتاب بوده. برخلاف تقریباً اتمام آهنگ‌های جوئل، غنای آن پیش از آهنگش ساخته شد. آهنگ موفقیت بزرگی در بازار کسب کرد و شماره یک بیلبورد را کسب کرد و نامزد جوایز گرمی شد.

وقتی چهل سالم شد. سال ۱۹۸۹ بود، پیش خودم گفتم: «خب، چه اتفاقاتی در عمر من افتاده؟» من سال ۱۹۴۹ رو نوشتم. خب، هری ترومن رئیس‌جمهور بود. محبوبترین خواننده روز هم دوریس دی بود. چین کمونیست شده بود. یک خواننده دیگه هم جانی ری بود. نمایش بزرگ برادوی، «جنوب پاسفیک». والتر وینچل یه خبرنگار بود. جو دیماجیو یک ورزشکار بود. رفتم سراغ دهه پنجاه [....]. این بدترین غنایی بود که نوشته بودم. اما به جورایی دوستش داشتم.

## موضوعات تاریخی که در آهنگ به آن‌ها اشاره شده
در مجموع ۱۱۷ رویداد تاریخی در متن این آهنگ ذکر شده‌اند. بیشتر این رویدادها به ترتیب تاریخی فهرست شده‌اند. از آنجا که روند آهنگ بسیار سریع بود، چندین اسم و رویداد با سرعت ذکر شد ولی بر روی معنی آهنگ توافق جامعی وجود دارد. استوین اتینگر نوشته بود:
بیلی جوئل دیدِ کلی را گرفته بود، رویدادها، افراد، شخصیت‌های نیم قرن در ۳ دقیقه… این یک سربارگذاریِ خالص بود، یک آهنگ که که فرض می‌کند ما دقیقاً می‌دانیم از چه صحبت می‌کند… ما، شنوندگان به خوبی از ارجاع‌های آن‌ها آگاه بودیم

### دهه ۱۹۴۰

#### ۱۹۴۹
- هری اس ترومن به عنوان رئیس‌جمهور ایالات متحده آمریکا در سال ۱۹۴۹ قسم یاد کرد. پیش از این وی پس از مرگِ فرانکلین روزولت سوگند یادکرده بود. وی دستور ریختن بمبِ اتمی بر شهر هیروشیما و ناگازاکی در ژاپن را صادر کرد. این کار در جریانِ جنگ جهانی دوم انجام شد.
- دوریس دی با بازی در فیلم آرزوهایم مال تو و یک احساس عالی به ستاره‌ایی درخشان تبدیل شد. وی بعداً آهنگ این جادوست را خواند و دو بار از همسرانش طلاق گرفت.
- جمهوری خلق چین با پیروزی حزب کمونیست چین در جنگِ داخلی بر چین حاکم شد.
- جانی ری اولین قراردِ خود را با اوکه ریکورز بست؛ که دو سال بعد وی به شهرت بالای دست یافت.
- ساوت پاسفیک یک گروه موسیقی تحسین شده، در تئاتر برادوی آغاز به کار کرد.
- والتر وینچل مجری رادیوی و خبرنگاری روزنامه، برای اولین بار ستونی از اخبارِ شایعات را ایجاد کرد.

### دهه ۱۹۵۰

#### ۱۹۵۰
- جو مکارتی، سناتور کنگره آمریکا، قدرت به‌دست آورد و فعالیت‌های ضد کمونیستی‌اش را با شدت و طی سخنرانی‌ای در روز لینکلن آغاز کرد.
- ریچارد نیکسون برای اولین بار به عنوان سناتور برای کنگرهٔ آمریکا انتخاب شد.
- استادبیکر، که یک شرکت محبوبِ تولید ماشین در آمریکا دچار سقوط شد.
- کره شمالی و کره جنوبی نسبت به یکدیگر اعلان جنگ کردند.
- تلویزیون در قالب سیاه و سفید به شدت گسترش یافت و به عنوان ابزاری برای تبلیغات، مورد استفاده قرار گرفت.
- مرلین مونرو در چندین فیلمِ جدید از قبیلِ جنگل آسفالت و همه چیز درباره ایو بازی کرد و بر اثر تأثر از مرگ دوستش جانی هاید خودکشی ناموفق را تجربه کرد. هاید چندین بار از وی خواستگاری کرده‌بود؛ مونرو کمی بعد در سال ۱۹۵۴ فوت کرد.

#### ۱۹۵۱
- رزنبرگ‌ها، در ۲۹ مارس به جرم جاسوسی اعدام شدند.
- بمب هیدروژنی در میانهٔ تولید خود به سر می‌برد، در سال ۱۹۵۲ برای اولین برای مورد آزمایش ایلات متحده قرار گرفت.
- شوگر ری رابینسون قهرمان میان بوکس بود.
- پانموجون، روستایی مرزی در کره که نشست‌های متارکه از جنگ کره درآنجا رخداد.
- مارلون براندو برای جایزه آکادمی برای بهترین بازیگر مرد نامزد شد. این نامزدی به خاطر بازی در فیلم اتوبوسی به نام هوس (۱۹۵۱) رخداد.
- پادشاه و من، یک تئاتر موزیکال در ۲۹ مارس در تئاتر برادوی به صحنه رفت.
- ناطور دشت، داستانِ جنجال‌برانگیز از جی دی سلینجر منتشر شد.

#### ۱۹۵۲

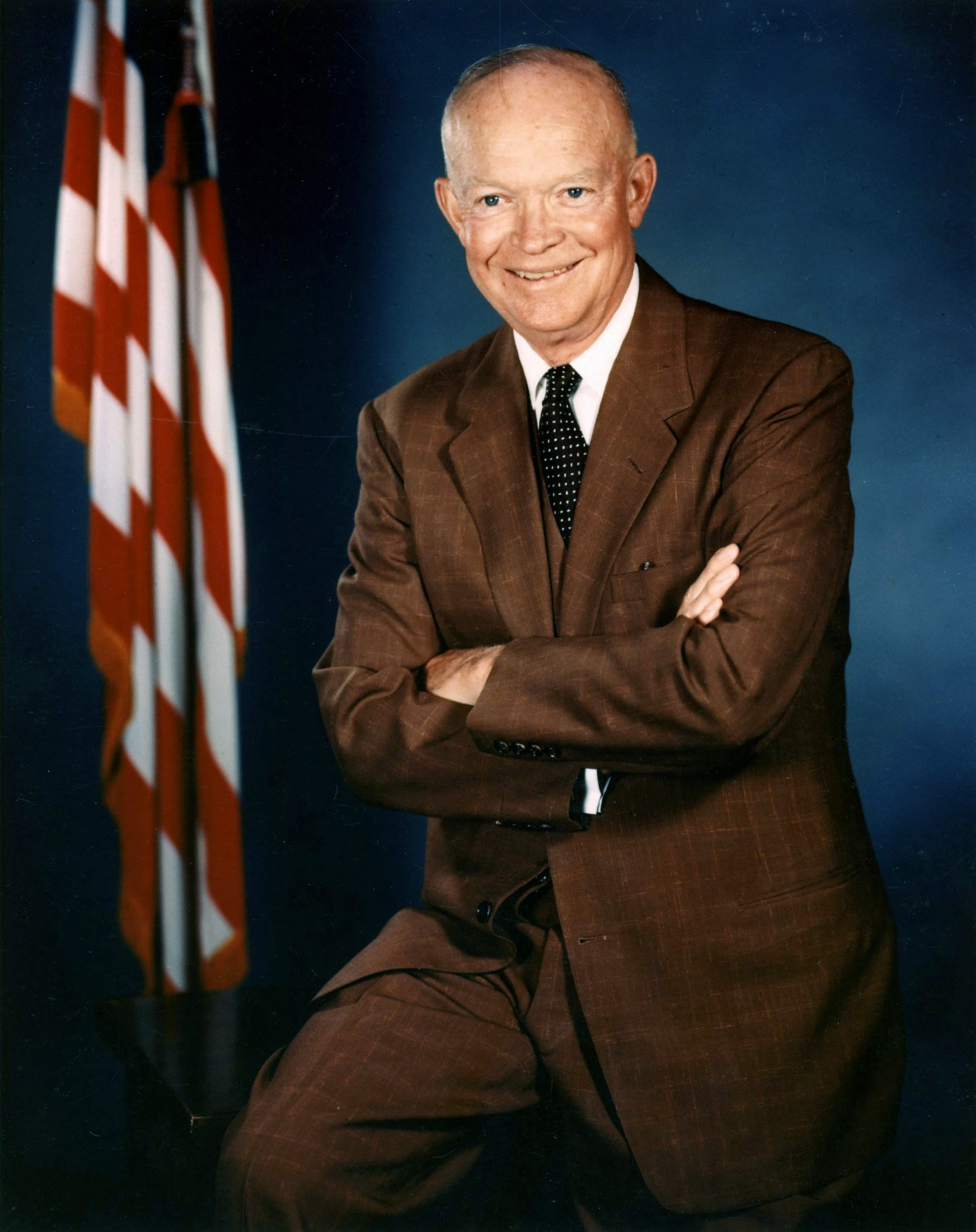
آیزن هاور، سی و چهارمین رئیس‌جمهور ایالات متحده شد

- دوایت دی. آیزن هاور به عنوان اولین رئیس‌جمهور آمریکا که با اختلاف سنگین در آرا انتخاب می‌شود، برگزیده شد. با ۴۴۲ رای در برابر ۸۹ رای الکترال.
- واکسن فلج اطفال توسط جوناس سالک به شکل خصوص آزمایش شد.
- ملکه جدید انگلستان: ملکه الیزابت دوم به تاج و تخت شاهی دست یافت. این امر بعد از مرگ پدرش جورج چهارم صورت گرفت و وی ملقب به ملکه الیزابت دوم شد.
- راکی مارسیانو، جرسی جو ولکات را شکست داد و قهرمانِ سنگین‌وزن بوکس جهان شد.
- لبریس نمایش تلویزیونی‌اش را به شدت پرطرفدار شد. این بخاطر سرگرم کردن با موسیقی بود.
- خداحافظی سانتایانا: جرج سانتایانا، فیلسوف، شاعر، رمان‌نویس در ۲۶ سپتامبر درگذشت.

#### ۱۹۵۳
- جوزف استالین در ۵ مارس درگذشت. وی تا آن‌زمان رهبر شوروی سابق بود.
- گئورگی ماکسیمیلیانویچ یا همان گئورگی مالکنوف، پس از مرک استالین، جانشین وی شد.
- جمال عبدالناصر نحن عنوان نحست وزیریِ محمد نجیب وارد صحنه مصر شد و بازیگر اصلی قدرت اما پنهان در مصر بود.
- سرگی پروکوفیف، ترانه‌سرا، در روز ۵ مارس، هم‌زمان با استالین از دنیا رفت.
- ونثروپ راکفلر و همسرش بارابا از یکدیگر طلاق گرفتند. این جریان به شدت در رسانه‌ها مورد توجه قرار گرفت و این طلاق رکوردِ ۵٫۵ میلیون دلار هزینه، را برجا گذاشت.[۶]
- روی کمپانلا، بازیکنِ آفریقایی-آمریکاییِ بیسبال، توانست تا برای دومین بار، عنوانِ ارزشمندترین بازیکن را کسب نماید؛ وی عضو تیمِ بروکلین داجرز بود.
- بلوک کمونیستی که از ملل کمونیستیِ تحت‌الحمایه شوروی تشکیل می‌شد. احتمالاً این بخش از ترانه به خیزش ۱۹۵۳ آلمان شرقی اشاره دارد.

#### ۱۹۵۴

نمایشِ ترکیبِ شیمیاییِ دراکون، نوع اولیه پلاستیک

- روی کوهن، روی از سردفتری جوزف مکارتی استعفا داد و درمان‌گاه خصوصی‌اش را هم‌زمان با سقوطِ مکارتی، ایجاد کرد. وی بعداً عضو تیم بازجویی از روزنبرگ‌ها بود.
- خوآن پرون آخرین سالِ ریاست‌جمهوری‌اش را پیش از کودتای سپتامبر ۱۹۵۵ گذراند.
- آرتورو توسکانینی مدتی سرپرست موسیقی ارکستر سمفونیک ان‌بی‌سی بود.
- دراکون نوع اولیه مصنوعات که از پلاستیک درست شده معرفی شد.
- سقوط دین‌بین‌فو، روستایی در شمال ویتنام که به دست نیروهای تحت فرمانِ وو نوین جیاپ افتاد. این موضوع باعث ایجاد جدایی ویتنام به شمال و جنوب شد.
- "راک اراند د کلاک"، عنوانِ تک‌آهنگِ منتشر شده از بیل هلی و گروهش بود منتشر و باعث ایجادِ علاقه جهانی به موسیقی راک اند رول شد.

#### ۱۹۵۵

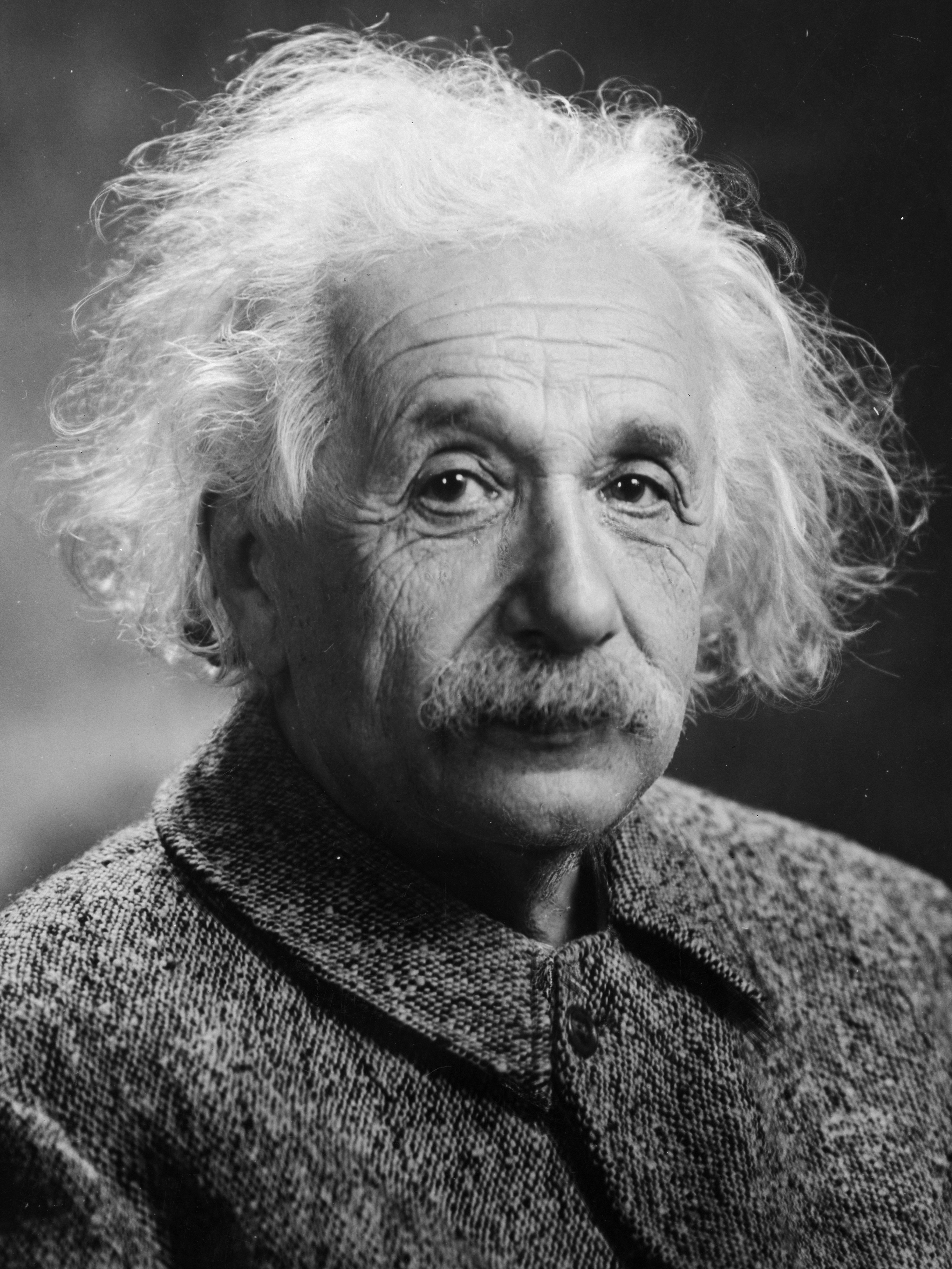
آلبرت اینشتین، در ۷۶ سالگی در سال ۱۹۵۵ درگذشت

- آلبرت اینشتین در ۱۸ آوریل و در سن ۷۶ سالگی فوت کرد.
- جیمز دین، با فیلم شرق بهشت و شروش بی‌دلیل مشهور شد و برای جایزه آکادمی برای بهترین بازیگر مرد نامزد شد؛ وی در طی یک تصادف در سن ۲۴ سالگی و در روز ۳۰ سپتامبر درگذشت.
- بروکلین بالاخره یک تیم برنده پیدا کرد: تاریخچه تیم بروکلین داجرز، سری جهانی ۱۹۵۵ را برد. این تنها قهرمانی این تیم پیش از انتقال به لس‌آنجلس بود.
- دیوی کراکت، مجموعه‌ای تلویزیونی از دیزنی دربارهٔ دیوی کراکت افسانه‌ای پخش خود را شروع کرد. این مجموعه الهام بخش تعدادِ زیادی از پسرانِ جوان شد
- پیتر پن مجموعه‌ای تلویزیونی و رنگی و زنده براساس نسخه موزیکالِ آن در تئاتر ساخته شد. والت دیزنی نسخهٔ سیاه و سفید آن را سالِ پیش اکران کرده بود.
- الویس پریسلی با آرسی‌ای ریکوردز قرارداد بست و دوران موسیقی پاپ خود را آغاز کرد.
- دیزنی‌لند در ۱۷ ژوئیه به عنوان پارک دیزنی کارش را آغاز کرد.

#### ۱۹۵۶
- بریژیت باردو در اولین مجموعهٔ کوتاهش به نام و خدا زن را آفرید ظاهر شد و موفقیت زیادی را کسب نمود.
- بوداپست، مکانِ انقلاب ۱۹۵۶ مجارستان بود.
- آلاباما مکانِ تحریم اتوبوس مونتگمری بود که باعث از بین رفتن قوانین نژادپرستانه شد. روزا پارکس و مارتین لوتر کینگ جونیور نیز از رهبران جریان بودند.
- نیکیتا خروشچف سخنرانی معروف خود را دربارهٔ جور استالین و رفتارهای وی، به شکل مخفیانه در ۲۳ فوریه انجام داد.
- شاهزاده پرینس آخرین فیلمش، اجتماع باز را بازی کرد و سپس با رینر دوم، شاهزاده موناکو ازدواج کرد.
- قصر پیتون اثرِ گریس متالیوس منتشر و پرفروشترین رمان شد.
- مشکلات در آبراه سوئز: که به خاطر اعلام ملی شدن این آبراه بود در ۲۹ اکتبر آغاز شد.

#### ۱۹۵۷
- لیتل راک، آرکانزاس مکانِ یکی از تقابل‌های ضد-تجمیع (قانونی که افراد سیاه‌پوست و سفیدپوست در یک مکان با هم حضور داشته باشند) بود. زمانی که فرماندار آرکانزاس، اروال فابیوس از اجرای این قانون سرباز زد، دیوان عالی ایالات متحده به این ایالت دستور اجرای قانون را داد و آیزن هاور نیز دستور اعزام نیروی ۱۰۱م هوابرد را با آرکانزاس صادر نمود وی همچنین برای جلوگیری از عدم تمکینِ فرماندار از قانون فدرال، دستورِ فدرال اعلام نمودنِ ۱۰٬۰۰۰ نیروی گاردِ ایالتی را صادر نمود. ۹ دانشجو، تحت حفاظت کامل نیروی هوابرد وارد آموزشگاه شدند.
- بوریس بوریس پاسترناک، نویسنده روسی، رمان مشهورش، دکتر ژیواگو، را منتشر کرد.
- میکی منتل در میانهٔ دوران کاریش در نیویورک یانکیز برای ششمین سال پیاپی به عنوان ستاره مسابقات لیگ بزرگ بیسبال دست یافت.
- جک کرواک اولین رمانش را طی هفت سال نوشت: در راه.
- اسپوتنیک به عنوان اولین مصنوع بشر و توسط شوروی سابق به فضا پرتاب شد. پرتاب در ۴ اکتبر بود و آغازگر عصر مسابقه فضایی بود.
- چو ان‌لای، نخست‌وزیر جمهوری خلق چین، از تلاش برای به قتلش، حان سالم به در برد. این تلاش توسط سازمان اطلاعات مرکزی آمریکا و در در پرواز پرنس کشمیر طی بمب‌گذاری صورت گرفت.
- پل رودخانه کوای که فیلمی اقتباسی از رمانِ پل رودخانه کوای بود ساخته و برنده ۷ جایزه اسکار شد.[۷]

#### ۱۹۵۸
- لبنان درگیر بحران سیاسی و مذهبی شد که منجر به مداخله آمریکا گردید.
- شارل دو گل به عنوان رئیس‌جمهورِ جمهوری پنجم فرانسه انتخاب شد. این امر پس از بحران الجزایر رویداد.
- دوره بیسبالِ در کالیفرنیا با انتقال تیم‌های روکلین داجرز و نیویورک جاینتز به لس‌آنجلس و سانفرانسیسکو آغاز شد. آن‌ها اولین تیم‌های قَدَر در غربِ بودند (منظور غربِ کانزاس سیتی در میسوری است).
- چالرز استارک‌ودر خودکشی کرد. وی در مرگ ۱۱ نفر دست‌داشت تا اینکه در عملیات بزرگ تعقیب در داگلاس، وایومینگ دستگیر شد.
- بچه‌ها تالیدومید: مصرف داروی تالیدومید در مادران، منجر به تولدِ فرزندانی ناقص شد.

#### ۱۹۵۹
- بادی هالی در سانحه هوایی درگذشت. این رویداد در ۳ فوریه رخداد. وی به همراه ریچی والنس و بیگ بوپر بود و خبر آن کشورِ آمریکا و به‌خصوص نسل جوان را به شدت تحت تأثیر قرار داد. جوئل بخشی از آهنگ را به سبک بادی به صورت «اوه-هاآ، اوه-هاآ» اجرا کرد.
- بن هور، فیلمی حماسی با بازیِ چارلتون هستون برنده ۱۱ جایزه اسکار شد.
- میمون‌های فضایی:آبل و خانم بیکر پس از سفر فضایی‌ای خود به زمین بازگشتند. این دو با پرواز ژوپیتر اِی‌ام-۱۸ به فضا رفته‌بودند.
- مافیا در مرکز توجهات سازمان تحقیقات قضایی قرار گرفت و توجهات مردمی به آن جلب شد. این جمعیت‌های سازمان یافته دارای بافتِ سیسیلی-آمریکایی بودند.
- هولا هوپ، به فروش ۱۰۰میلیون عددی رسید.
- فیدل کاسترو که طی انقلابی در کوبا به قدرت‌رسیده بود، به صورت غیررسمی، سفری ۱۲ روزه به ایلات متحده داشت.
- ادسل نِمیرِه: تولیدِ خودرو با این نشانِ تجاری به پایان رسید. این خودرو پس از سه سال فروش بسیار ضعیفی داشت.

### دهه ۱۹۶۰

#### ۱۹۶۰
- یو-۲: هواپیمای تجسس و جاسوسی آمریکایی به خلبانیِ فرانسیس گری پاورز توسط شوروی سابق سرنگون شد. این سرنگونی در فضای شوروی رویداد و به بحران یو-۲ مشهور شد.
- سینگمان ری توسط سازمان اطلاعات مرکزی نجات یافت. وی پس از اتهامِ تقلب در انتخابات تحتِ فشار برای استعفا بود.
- پِیولا، پرداخت‌های غیرقانونی برای انتشارِ رادوییِ آهنگ‌ها بود که توسط شهادتِ دیک کلارک افشا شد.
- جان‌اف. کندی ریچارد نیکسون را در انتخابات عمومی در ۸ نوامبر شکست داد.
- چوبی چکر، رقاص مشهور، حرکتِ چرخش را مجبوب ساخت. وی این کار را از طریق چاپِ آن به عنوانِ پوششِ روی آهنگی به همین نام انجام داد.
- روانی: اثری مهیج از آفرد هیچکاک براساس رمانِ رابرت بلوچ ساخته شد. این توسط جوزف اسفانو به نمایش‌نامه تبدیل و به عنوانِ نشانی برای خشونت تصویری در سینما مبدل شد. صدای گوش‌خراشِ ویلن در پس‌زمینهٔ فیلم به عنوانِ نشان‌تجاری این اثر تبدیل شد.
- بلژیکی‌ها در کنگو: جمهوری کنگو طی اعلانی از بلژیک استقلالش را ابزار کرد؛ در سی‌ام جون با اعلان این خبر، جوزف کاساوبوآ رئیس‌جمهور و پاتریس لومومبا نخست‌وزیر شدند.

#### ۱۹۶۱

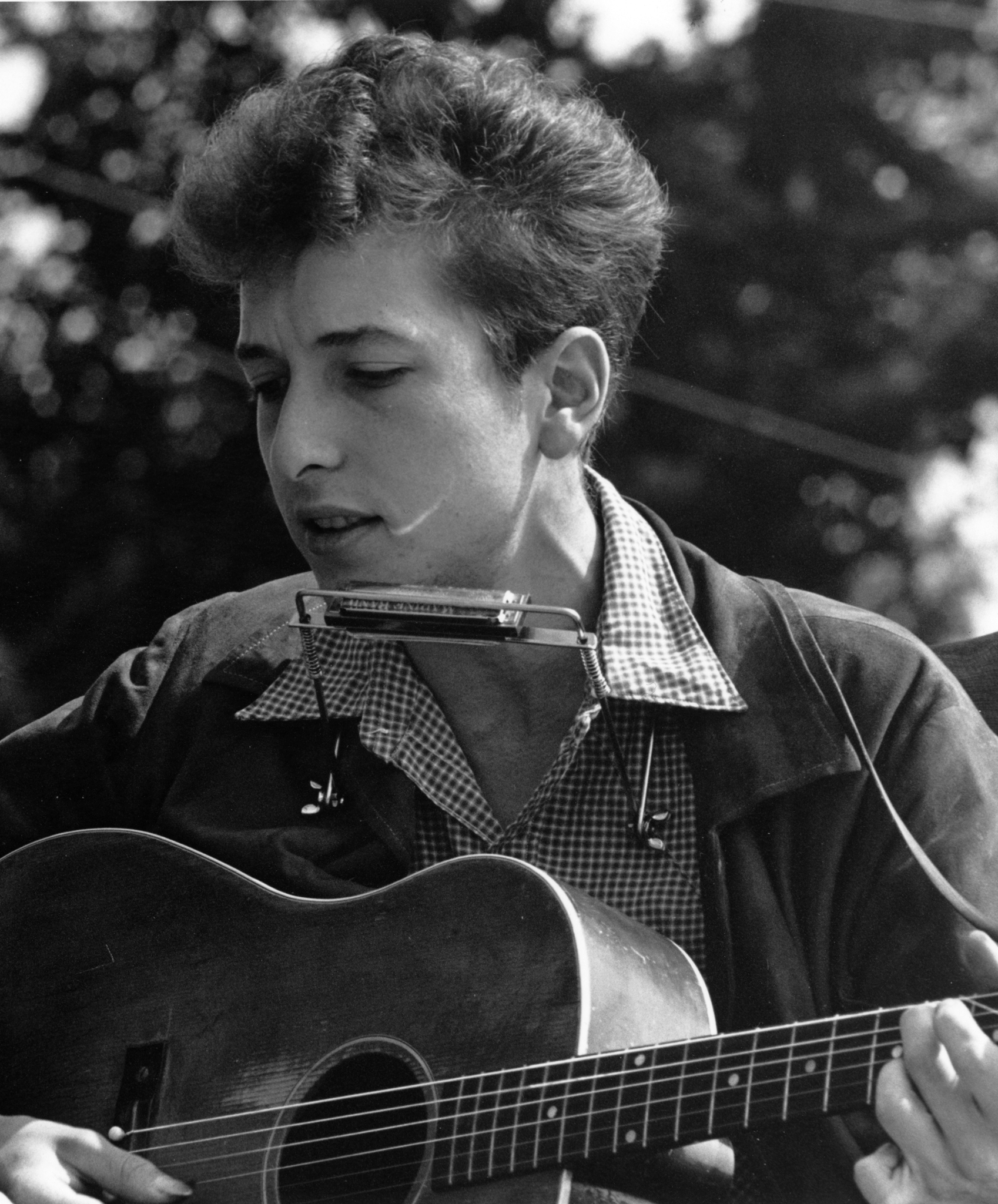
باب دیلن خواننده، آهنگساز، شاعر و نویسنده معروفِ آمریکایی، در سال ۱۹۶۱ مهمترین قرارداد زندگی‌اش را بست.

- ارنست همینگوی در دوم ژوئیه، پس از مدت‌ها دست و پنجه نرم‌کردن با افسردگی خودکشی کرد.
- آدولف آیشمان، که افسری نازی و به دلیل جنایات جنگی «تحت‌تعقیب» بود رهگیری و در آرژانتین توسط موساد دستگیر شد. وی به زندانی تحتِ پوشش در اسراییل فرستاده و به دلیل جنایت علیه بشریت در زمان آلمان نازی در خلال جنگ جهانی دوم اعدام شد.
- غریبه‌ای در سرزمین غربت، توسط رابرت هاین‌لاین نوشته شد و به عنوان پرفروشترین کتاب در زمینه لیبرالیسم دست‌یافت.
- باب دیلن قراردادی با کامبیا رکوردز منعقد کرد، که پس از نقدِ رابرت شلتون طی اظهار نظری در نیویورک تایمز رخداد.
- برلین به دو پاره شرقی و غربی مجزا از یکدیگر تبدیل شد؛ و طی این کار المان شرقی با کشیدن دیوار مانع از مهاجرتِ ساکنان بخشِ شرقی به غرب شدند. این رویداد در ۱۳ اوت رخداد.
- خلیج خوک‌ها شکست‌خورد. تلاشِ آمریکا بکه با تربیتِ نیروهای محور کوبا برای سرنگونی فیدل کاسترو صورت گرفته بود با شکست روبه‌رو شد.

#### ۱۹۶۲
- لورنس عربستان: فیلم منطبق بر زندگیِ تی ایی لورنس توانست جوایز آکادمی بهترین فیلم را از آن خودش نماید. فیلم با بازیِ پیتر اوتول نمایشش را از ۱۶ دسامبر آغاز کرد.
- بریتیش بیتلمنیا: بیتلز، گروهِ راکی از انگلستان با استخدام رینگو استار به عنوان درامر و بریان اپستین به عنوان مدیر به گروهِ پخشِ ای‌ام پیوست. به زودی این گروه به معروفترین باند موسیقی در جهان تبدیل شد. بیتلمانیا به شوقِ وصف‌ناپذیرِ طرفدارانِ این گروه اشاره دارد. بیتلز آغازگر حمله بریتانیا بود (رفتن و مشهور شدن اهالی بریتانیا در آمریکا).
- اُولِ میس: کاهش درجهٔ جیمز مریدیت در دانشگاه می‌سی‌سی‌پی
- جان گلن:اولین آمریکایی، اولین پرواز موفق به فضا را در ۲۰ فوریه انجام داد. مأموریت با نامِ دوستیِ ۷ و به مقصد مدارِ زمین انجام شد.
- لیستون، پترسون را برد: سانی لیستون و فلوید پترسون مسابقهٔ را برای کسب قهرمان سنگین‌وزن برگزار کردند. مبارزه در ۲۵ سپتامبر برگزار و با ناک‌اوت شدنِ فلوید در راند اول به پایان رسید. این اولین ناک‌اوت شدنِ پترسون و یکی از ۸ باختِ وی در طی ۲۰ سال فعالیتش در بوکس بود.

#### ۱۹۶۳
- پاپ پلششم: کاردینال جیووانی مونتینی به عنوان پاپ انتخاب و به پلِ ششم ملقب شد.
- مالکوم ایکس جملهٔ معروفش را دربارهٔ قتلِ کندی بیان کرد: «جوجه‌ها کباب می‌شوند». امت اسلام سخنانِ وی را مورد جعل و تعدیل قرار داد.
- رسوایی سیاستمدارن بریتانیا: وزیرِ جنگِ بریتانیا، جان پروفمو با یک دخترِ بازیگر رابطه داشت و در پاسخ به سؤالی در این رابطه در مجلس عوام بریتانیا دروغ گفت. به هنگامِ روشن شدن حقیقت، وی وادار به استعفا شد.
- جی‌فی‌کی بیرون پرتاب شد: رئیس‌جمهور جان اف کندی ترور شد. این ترور در ۲۲ نوامبر توسط اسوالد صورت گرفت و منجر به طرحِ تئوری‌های توطئهٔ زیادی پیرامونش شد.

#### ۱۹۶۵
- کنترل جمعیت: در ابتدای دهه ۶۰، قرص‌های ضدبارداری خوراکی، که با مخففشان، «قرص» از آن‌ها یاد می‌شد؛ به شدت محبوب شد. «گرسولد برابر سینسیناتی» به چالشِ قانونی در سینسیناتی اشاره دارد که در ممنوعیت این فرص‌ها بود. پاپِ ششم در ۱۹۶۸ دستوری فقهی صادر و عملِ ضدبارداریِ عمدی را گناه اعلام نمود.
- هو شی مینه: کمونیست ویتنامی که به عنوان رئیس‌جمهور ویتنام در بین سال‌هایِ ۵۴ تا ۶۹ میلادی خدمت کرد. وی در ۲ مارس، عملیاتِ تندر که شامل بمبارانِ خطوطِ پشتیبانیِ شورشیان بود را آغاز کرد. در ۸ مارس، ایلات متحده، ۳۵۰۰ سرباز نیروی دریایی را در ویتنامِ جنوبی مستقر نمود.

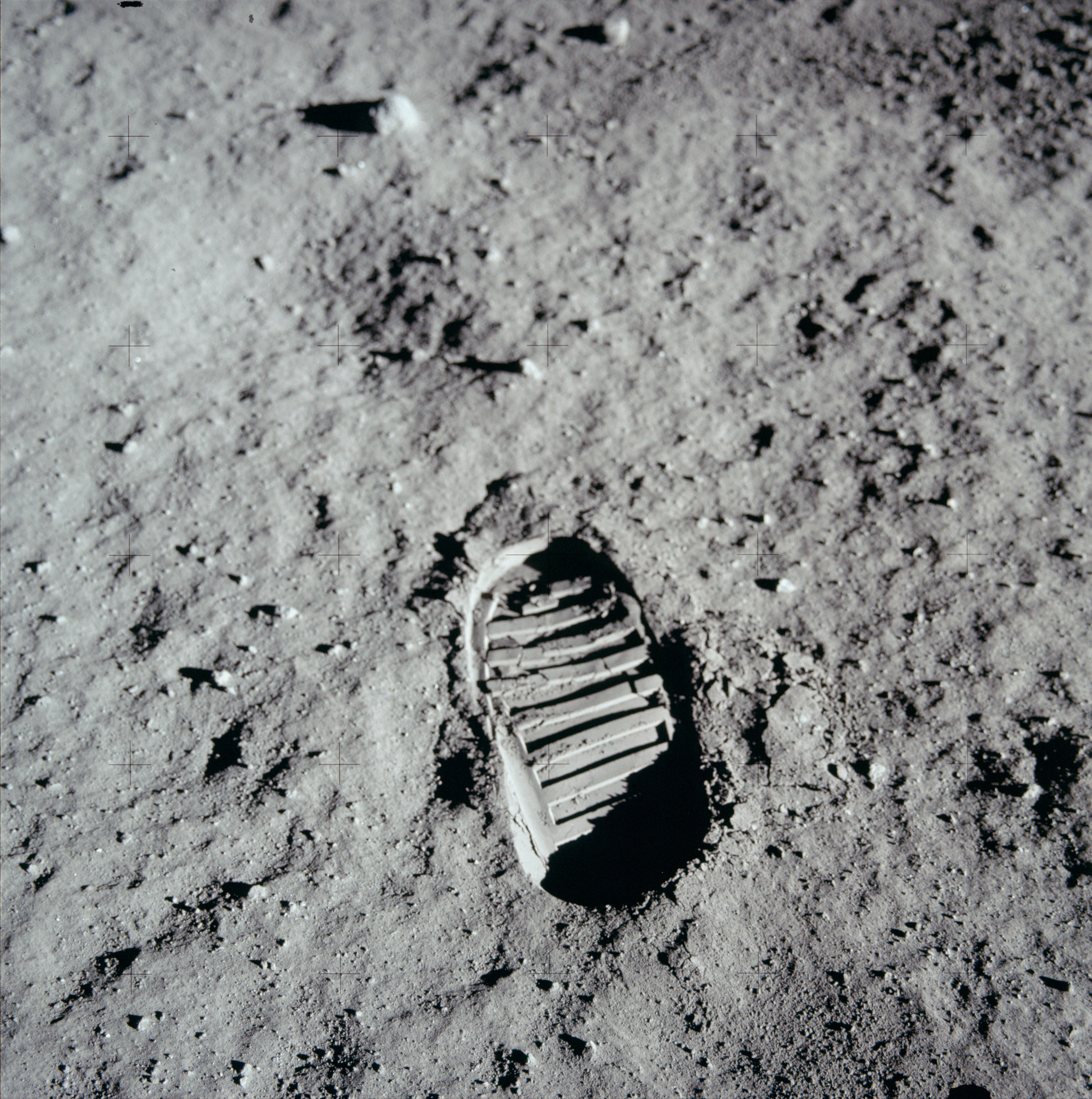
انسان در سال ۱۹۶۹ توانست در کرهٔ ماه فرود آید. آپولو ۱۱ نام این مأموریت با حضورِ آرمسترانگ و آلدرین بود.

#### ۱۹۶۸
- ریچارد نیکسون بازهم برگشت: معاونِ رئیس‌جمهور اسبق، به عنوانِ رئیس‌جمهور جدیدِ ایلات متحده انتخاب شد.

#### ۱۹۶۹

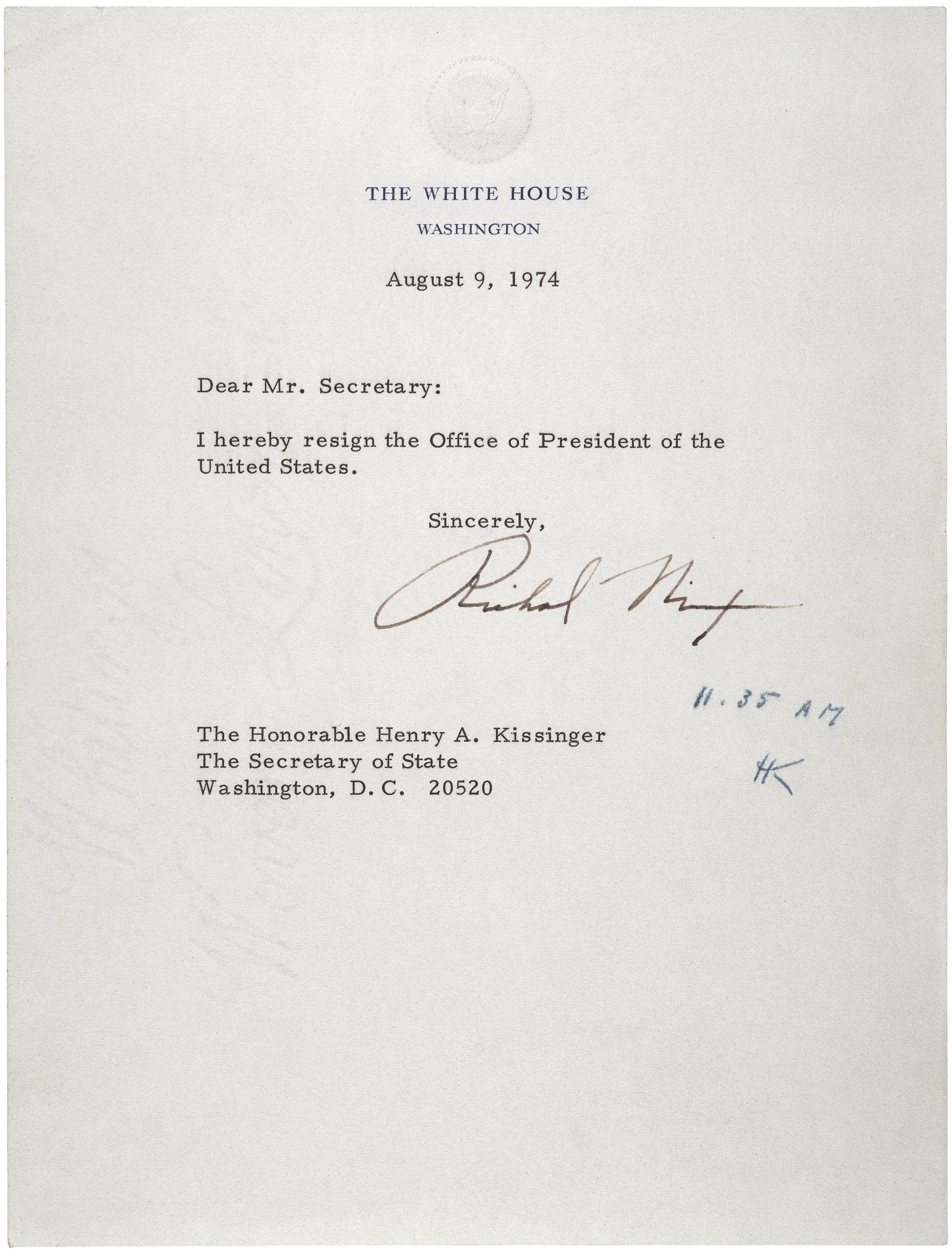
استعفایِ ریچارد نیکسون پس از رسواییِ واترگیت در سالِ ۱۹۷۴.

- شلیک به ماه: آپولو ۱۱، اولین سفینهٔ فضایی سرنشین‌دار در ماه با موفقیت فرود آمد.
- ووداستاک: گروه معروفِ راک اند رول در فستیوالِ ۱۹۶۹ مشهور شد.

### دهه ۱۹۷۰

#### ۱۹۷۴
- واترگیت: این رسوایی سیاسی با برملا شدنِ تلاش برای شنود در مجتمعِ «کمیته ملی دمکرات»ها در واشینگتن آغاز شد. بعد از این ورود غیرقانونی زمزمه‌هایی از حضور رئیس‌جمهور وقت، ریچارد نیکسون (جمهوری‌خواه) شنیده شد که ممکن است از این ورود از پیش آگاهی داشته باشد. این رسوایی فشارِ زیادی را منجر شد که در نهایت با استعفای رئیس‌جمهور وقت، نیکسون، به اوجش رسید. این استعفا، تنها موردی در تاریخ ایلات متحده است، که یک رئیس‌جمهور استعفا نموده کرد.
- پانک راک: رامون‌ها شکل گرفت و عصر پانک راک را آغاز کرد.

#### ۱۹۷۷
- مناخم بگین نخست‌وزیر اسراییل شد و گفتگوهای صلحِ کمپ دیوید را با رئیس‌جمهورِ مصر آغاز کرد.
- رونالد ریگان:رئیس جمهورِ ایلات متحده بین سال‌هایِ ۱۹۸۱ تا ۱۹۸۹ بود که اولین تلاشش را برای رسیدن به ریاست جمهوری در ۱۹۷۶ انجام داد

#### ۱۹۷۶
- فلسطین: قطعنامهٔ سازمان ملل متحد کشورِ فلسطین را مستقل اعلام و به اشغالِ اسراییل پایان داد
- ترور در هواپیما: تعداد زیادی هواپیماربایی اتفاق افتاد، به‌خصوص هواپیماربایی در فلسطین، ایرفرانس ۱۳۹ و پی‌آمدش عملیات اتنبه در اوگاندا.

#### ۱۹۷۹
- آیت‌الله در ایران: در طول انقلاب ایران در سال ۱۹۷۹، پادشاه سکولار و تحتِ حمایت غرب، شاه، از راس کار رفت و کشور در دستِ آیت‌الله روح‌الله خمینی افتاد که سال‌ها در تبعید به سر می‌برد و در نهایت کشور را تحت قوانینِ اسلامی درآورد..
- روسیه در افغانستان: شوروی با حرکت به سمت افغانستان جنگی را آغاز کرد که ۱۰ سال طول کشید؛ بین سال‌های ۱۹۷۹ تا ۱۹۸۹.

### دهه ۱۹۸۰

#### ۱۹۸۳
- چرخِ سرنوشت: یک برنامه تلویزیونی که به شکلِ نمایش بازی بود و توانست با پخش هم‌زمان در چندین شبکه موفقیت بسیار بالایی را کسب نماید.
- سالی راید: در مأموریتِ اس‌تی‌اس-۷، وی به عنوان اولین زنِ آمریکایی دست یافت که به فضا سفر کرده‌است.
- خودکشی با هوی متال: در دهه ۸۰ آزی آزبورن و گروهش؛ جوداس پریست و متالیکا؛ به دادگاه احضار شدند. والدینی آن‌ها را به دلیل قرار دادنِ پیام‌های خودکشی به صورتِ نهان‌سازی در برگردان در موسیقی‌هایشان به دادگاه کشاندند.
- بدهی خارجی: بدهی ایلات متحده شروع به افزایش پیدا کرد.
- بی‌خانمانیِ کهنه‌سربازان : کهنه‌سربازانی که از جنگ ویتنام بازگشته و عمدتاً دارای معلولیت‌های جنگی بودن بی‌خانمان و رها شده بودند.
- ایدز: بیماری که از طریق آسیب به دستگاه ایمنی بدن انسان باعث مشکلاتی برای انسان می‌شد کشف شد.
- کراک مصرفِ کوکایی در میانه دهه ۸۰ افزایش یافت.

#### ۱۹۸۴
- برنارد گوتز: در ۲۲ دسامبر، آقای گوتز چهار جوان را کشت. وی ادعا کرده‌بود که آن‌ها وی را تهدید کرده‌بودند. گوتز از اتهام قتل عمد تبریه شد اما به دلیل حمل سلاحِ بدون مجوز محکوم شد.

#### ۱۹۸۸
- تزریق زیرپوستی در ساحل: زائده‌های پزشکی در ساحلِ نیوجرسی کشف شد. این زائده‌ها در اثر از انباشت غیرقانونی جمع شده بود. پیش از این رویداد این زائده‌ها در دریا و تحتِ شرایطِ «خارج از دیدِ فارغ از یاد» در اقیانوس رها می‌شد. این مورد به یکی از بحران در اذهانِ عمومی تبدیل شد

#### ۱۹۸۹
- چینی‌ها تحتِ حکومت نظامی هستند:در ۲۰ می چین اعلامِ حکومتِ نظامی نمود که دولت را قادر به استفاده از زور در برابر دانشجویانی می‌کرد که در میدان تیان‌آن‌من اعتراض‌وار تجمع کرده بودند.
- راک-اند-رول جنگ کولا: دو شرکت بزرگ تولیدکنندهٔ نوشیدنی‌های بدون الکل؛ کوکا کولا و پپسی با استفاده از موسیقی راک اند رول سعی در جذبِ مخاطبان نوجوان و جوان داشتند که به «جنگ کولا» مشهور شد.